# Nădlac
Nădlac là một thị xã thuộc hạt Arad, România. Dân số thời điểm năm 2002 là 8154 người.